# Hunters
Hunters är en amerikansk kriminaldramaserie vars första säsong hade premiär den 21 februari 2020 på Prime Video. Seriens andra och avslutande säsong hade premiär den 13 januari 2023. Serien är skapad av David Weil.

## Handling
Serien är baserad på verkliga händelser och handlar om en grupp nazistjägare i 1970-talets New York, som upptäcker att hundratals nazister bor på flykt i USA. De ger sig ut på en jakt och för att förhindra nazisternas konspiration till ett fjärde rike.

## Rollista (i urval)
- Logan Lerman - Jonah Heidelbaum
- Al Pacino - Meyer Offerman / Wilhelm Zuchs
- Lena Olin - Eva Braun-Hitler
- Jerrika Hinton - Millie Morris
- Saul Rubinek - Murray Markowitz
- Carol Kane - Mindy Markowitz
- Josh Radnor - Lonny Flash
- Greg Austin - Travis Leich
- Tiffany Boone - Roxy Jones
- Louis Ozawa - Joe Mizushima
- Kate Mulvany - Harriet
- Dylan Baker - Biff Simpson
- Jennifer Jason Leigh - Chava "Ima" Apfelbaum
- Udo Kier - Adolf Hitler
- Emily Rudd - Clara
- Christian Oliver - Wilhelm Zuchs, som ung
- Victor Williams - Kennedy Groton
- Jonno Davies - Tobias
- James LeGros - Hank Grimsby
- Ebony Obsidian - Carol Lockhart
- Henry Hunter Hall - Sherman "Cheeks" Johnson
- Jeannie Berlin - Ruth Heidelbaum
- Julissa Bermudez - Maria
- Becky Ann Baker - Juanita M. Kreps
- Celia Weston - Dottie
- Joshua Satine - Aaron Markowitz
- Josh Mostel - Rabbi Steckler
- Barbara Sukowa - Tilda Sauer
- Judd Hirsch - Simon Wiesenthal
- Keir Dullea - Klaus Rhinehart
- William Sadler - Friedrich Mann
- John Noble - Fredric Hauser